# Чувашская музыка
Чувашская музыка — традиционная музыка чувашей, объединяющая в себе фольклор, творчество чувашских и русских композиторов XX века, современные популярные песни и театральные постановки.

## Народная музыка
В начале XX века музыкальная культура чувашей была представлена только народным песнопениями. В старинном фольклоре песни бытовые (колыбельные, детские, лирические, посиделочные, застольные, шуточные, плясовые, хороводные, игровые, гостевые), пеиты/баиты (лирико-эпические песни) , обрядовые (в том числе свадебные, похоронные, поминальные), трудовые (бурлацкие, ямщицкие, крестьянские), песни социального содержания (сиротские, бедняцкие, батрацкие, рекрутские, переселенческие, каторжные, женские), исторические (о событиях времён Золотой Орды и Казанского ханства, о Степане Разине, Емельяне Пугачёве).
В советское время завоевали популярность песни о новом быте, колхозной жизни, также лирические, молодёжные.
Ладовой основой чувашской музыки является пентатоника. Часто в песнях представлены 2-3 пентатонных лада, что ведёт к расширению звукового состава до 6-7 звуков и образованию т. н. полутона на расстоянии. Встречаются песни с 6- и 7-ступенными диатоническими звукорядами, включающими полутоны.
Наиболее ранний образец обращения композиторов к чувашским народным мелодиям — Квартет для двух скрипок, альта и виолончели под названием «Волга» (1860), написанный русским скрипачом Н. Я. Афанасьевым и впервые исполненный в Санкт-Петербурге в 1861 году. Первая обработка чувашской народной песни «Пĕр хĕр сана» (Тебе одна девушка) (была выполнена учеником П. И. Чайковского, композитором и дирижёром Большого театра Н. С. Кленовским, исполнена артисткой оперы Д. И. Лазаревой в сопровождении симфонического оркестра на большом этнографическом концерте в 1893 году.
Первое произведение чувашской музыки для хора было написано в 1908 году композитором И. М. Дмитриевым, который являлся учителем многих классиков чувашской музыки (Ф. Павлова, С. Максимова, Г. Лискова, Т. Парамонова). Автором второй из наиболее известных первых хоровых перекладов народной музыки был один из талантливейших учеников И. Я. Яковлева — П. М. Миронов, известный гармонизацией песни «Виç нухрат» (Три монеты), отпечатанной в типографии Казанского университета в 1909 и 1911 годах.
Записи чувашской народной музыки («Музыка чувашских песен») впервые были напечатаны в Казани под редакцией В. А. Мошкова в 1893 году. В 1908 и 1912 годах учащиеся и преподаватели Симбирской чувашской учительской школы выпустили 2 выпуска «Образцов мотивов чувашских народных песен и тексты к ним». В советский период изданы сборники С. М. Максимова («Песни верховых чувашей», 1932; «Чувашские народные песни», 1964; «Чувашские народные песни. 620 песен и мелодий, записанных от Гаврила Фёдорова», 1969), среди зарубежных -«Chuvash Folksongs» (by Lászlo Vikár and Gábor Bereczki, Budapest, 1979). Также много песен собрали В. П. Воробьёв, Г. Г. Лисков, Т. П. Парамонов, Ю. А. Илюхин.

### Музыкальные инструменты
- Ударные: параппан (барабан), çатăрка (зубчатая трещотка[3]), треугольник[4], танкăра и тункăр (бубен)[5].
- Духовые: шăхлич (продольная флейта), шăпăр (волынка из бычьего пузыря) и сăрнай (из козьей кожи)[6], палнай (многоствольная флейта)[7].
- Струнные: кĕсле (гусли)[8], сĕрме купăс (скрипка)[9],тăмра (думбра) .
- Язычковые: вархан (варган)[10], хут купăс (гармонь).

## Классическая музыка, опера и балет
Профессиональное музыкальное искусство в Чувашии зародилось немногим ранее Октябрьской революции 1917 года в Симбирской чувашской учительской школе. Именно там появились первые сборники чувашских фольклорных песен. Воспитанники школы, получавшие хорошее музыкальное образование и обширное знакомство с достижениями всемирной (но, в частности, европейской) культуры, со временем начинали создавать свои собственные произведения. Для этого, к примеру, чувашские композиторы Ф. П. Павлов, С. М. Максимов, В. П. Воробьёв, А. Н. Тогаев, Г. Г. Лисков за основу своих произведений брали чувашские народные песни. Г. В. Воробьёв в 30-е годы XX столетия создал симфонию.
На сцене Чувашского музыкального театра поставлены оперы «Шывармань» («Водяная мельница», 1960), «Хамаръял» («Земляки», 1962) Ф. С. Васильева, «Прерванный вальс» (1963), «Сеспель» (1971), «Священная дубрава» (1976) А. В. Асламаса, «Нарспи» Хирбю (1967), «Звёздный путь» Орлова-Шузьм (1969), балеты «Сарпиге» (1970), «Арзюри» («Призрак», 1975) Ф. С. Васильева, «Чудесная вышивальщица» В. А. Ходяшева (1979), музыкальные комедии и оперетты «Когда расцветает черёмуха» Орлова-Шузьм (1949), «Три свадьбы» (1953), «Счастье» (1963) Т. И. Фандеева, «Анаткасра» Ф. С. Васильева (1976), оперы «Певица» (1971), «Саламби» (1976) А. В. Асламаса, «Чакка» A. Г. Васильева (1972), «Нарспи» И. Я. Пустыльника (1952), балеты «Улине» М. А. Алексеева (1960), «Зора» А. М. Токарева (1960), «Нарспи и Сетнер» А. В. Асламаса (1976), «Цветок счастья» Т. И. Фандеева (1980).
В развитие чувашской музыки большой вклад внесли русские композиторы В. М. Кривоносов (первая музыкальная комедия «Радость», 1935; кантаты, оркестровые и камерные сочинения), И. В. Люблин, композитор польского происхождения С. И. Габер. Ленинградский композитор B. Г. Иванишин создал чувашские симфонию (1936) и оперу («Нарспи», 1940).

## Популярная музыка
Чувашские исполнители также поют современные эстрадные песни. Наиболее известные исполнители: Алексей Шадриков, Алексей Московский, Константин Евруков, Михаил Федоров, Саша Казакова, Светлана Яковлева, Светлана Карсакова, Диана, Полина Борисова, Хавас Ушкан. Ко многим чувашским композициям музыку пишет известный музыкант Сергей Марков.